# Hemisfério norte

Hemisfério Norte sombreado em azul. Os hemisférios parecem desiguais aqui porque a Antártica não é mostrada.

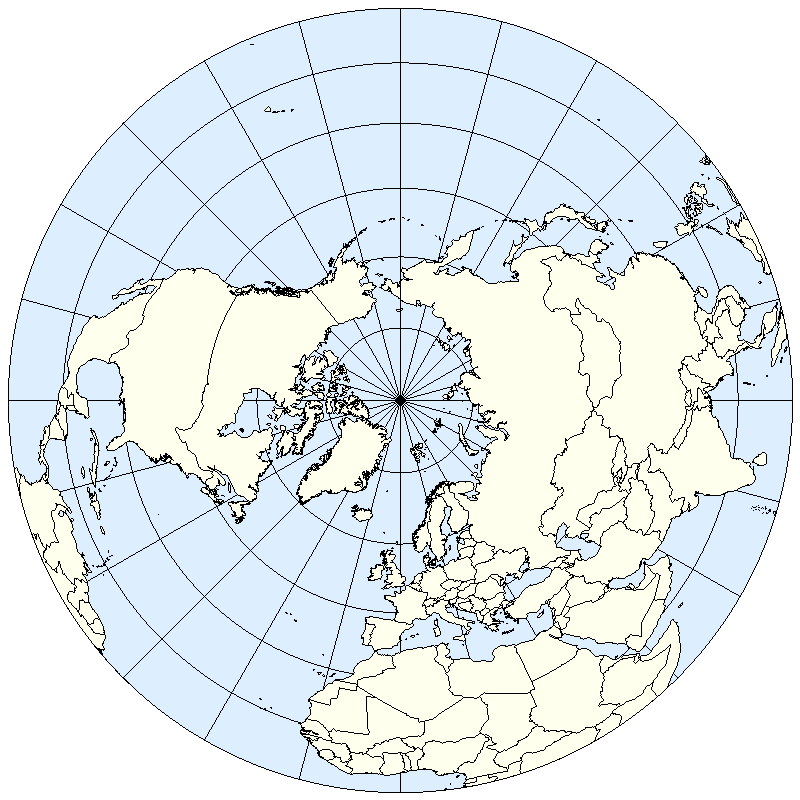
Hemisfério Norte de cima do Polo Norte.

O hemisfério norte é a metade da Terra que fica ao norte da linha do equador. Para outros planetas do Sistema Solar, o norte é definido como estando no mesmo hemisfério celestial em relação ao plano invariável do sistema solar como o polo Norte da Terra.
Devido à inclinação axial da Terra de 23,439281°, o inverno no hemisfério norte dura do solstício de dezembro (normalmente 21 de dezembro UTC) ao equinócio de março (normalmente 20 de março UTC), enquanto o verão dura do solstício de junho até o equinócio de setembro (normalmente em 23 de setembro UTC). As datas variam a cada ano devido à diferença entre o ano civil e o ano astronômico. No hemisfério norte, as correntes oceânicas podem alterar os padrões climáticos que afetam muitos fatores na costa norte. Esses eventos incluem ENSO (El Niño-Oscilação Sul).
Os ventos alísios sopram de leste a oeste logo acima do equador. Os ventos puxam as águas superficiais com eles, criando correntes, que fluem para o oeste devido ao efeito Coriolis. As correntes então dobram para a direita, rumo ao norte. A cerca de 30 graus de latitude norte, um conjunto diferente de ventos, os ventos de oeste, empurram as correntes de volta para o leste, produzindo um ciclo fechado no sentido horário.
Sua superfície é 60,7% de água, em comparação com 80,9% de água no caso do Hemisfério Sul, e contém 67,3% do território terrestre. Europa e a América do Norte estão inteiramente no hemisfério norte da Terra.

## Geografia e clima

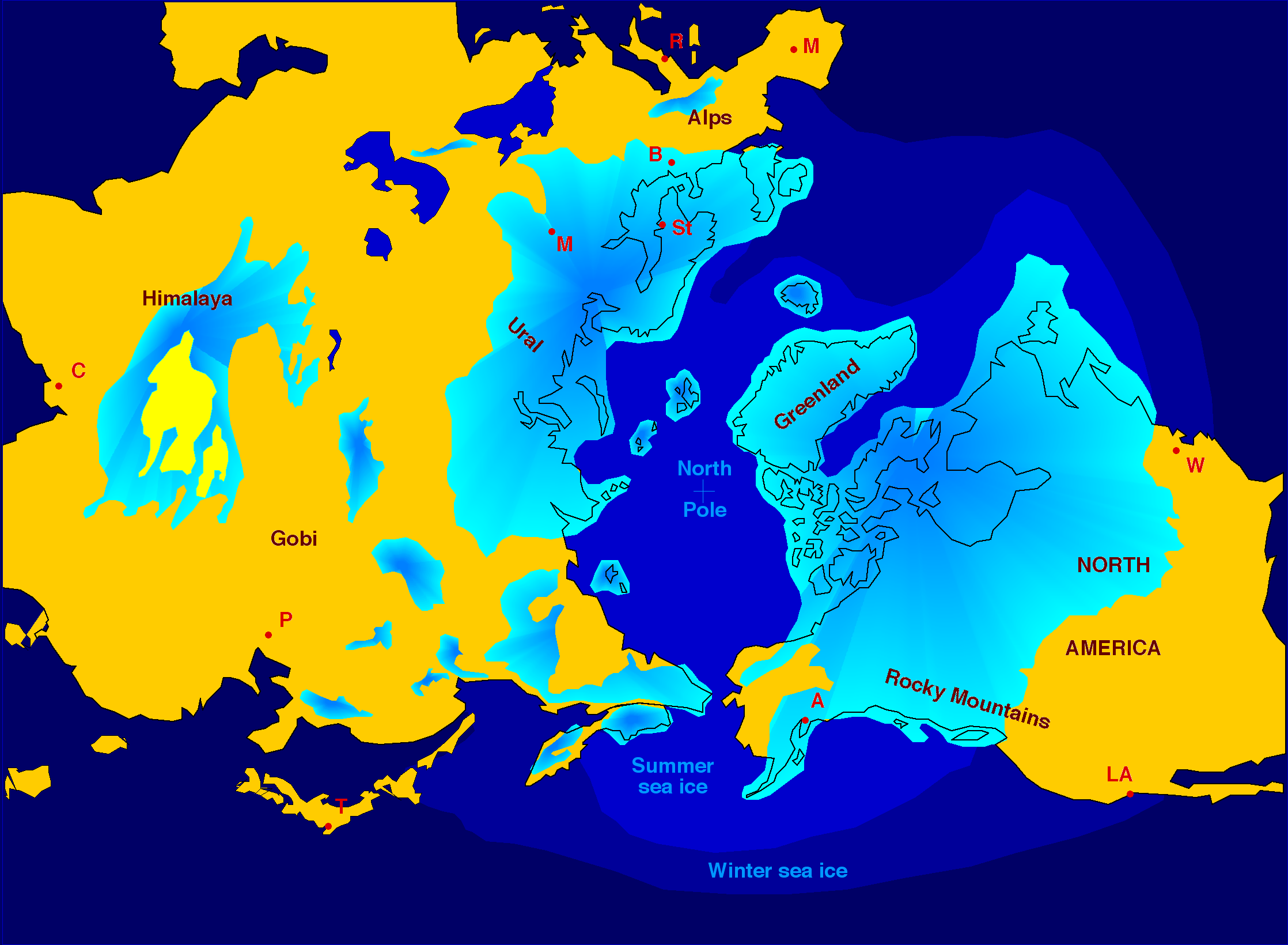
Glaciação do Hemisfério Norte durante as últimas eras glaciais. A acumulação de camadas de gelo com 3 a 4 km de espessura provocou uma descida do nível do mar de cerca de 120 m. Além disso, os Alpes e o Himalaia estavam cobertos por geleiras. A cobertura do gelo marinho no inverno foi muito mais limitada no sul.

O Ártico é uma região em torno do Polo Norte (latitude 90°). Seu clima é caracterizado por invernos frios e verões frios. A precipitação vem principalmente na forma de neve. As áreas dentro do Círculo Polar Ártico (66 ° 34′ de latitude) apresentam alguns dias no verão em que o Sol nunca se põe e alguns dias durante o inverno em que nunca nasce. A duração dessas fases varia de um dia para locais no Círculo Ártico a vários meses perto do Polo, que é o meio do Hemisfério Norte.
Entre o Círculo Ártico e o Trópico de Câncer (23° 26 de latitude) fica a zona temperada do Norte. As mudanças nessas regiões entre o verão e o inverno são geralmente amenas, em vez de calor ou frio extremo. No entanto, um clima temperado pode ter um clima muito imprevisível.
As regiões tropicais (entre o Trópico de Câncer e a linha do equador, 0° de latitude) são geralmente quentes durante todo o ano e tendem a experimentar uma estação chuvosa durante os meses de verão e uma estação seca durante os meses de inverno.
No hemisfério norte, os objetos que se movem através ou acima da superfície da Terra tendem a virar para a direita por causa do efeito Coriolis. Como resultado, fluxos horizontais de ar ou água em grande escala tendem a formar giros que giram no sentido horário.
A sombra de um relógio de sol se move no sentido horário nas latitudes ao norte do ponto subsolar. Durante o dia, nessas latitudes, o Sol tende a subir ao máximo na posição ao sul. Entre o Trópico de Câncer e o Equador, o sol pode ser visto ao norte, diretamente acima, ou ao sul ao meio-dia, dependendo da época do ano. No hemisfério sul, o Sol do meio-dia está predominantemente no Norte.
Quando vista do hemisfério norte, a Lua parece invertida em comparação com uma vista do hemisfério sul. O Polo Norte está voltado para longe do centro galáctico da Via Láctea.

## Demografia
O Hemisfério Norte é o lar de aproximadamente 6,40 bilhões de pessoas, o que representa cerca de 87,0% da população humana total da Terra de 7,36 bilhões de pessoas.